# Naucoria subglobosa
Naucoria subglobosa är en svampart som först beskrevs av Alb. & Schwein., och fick sitt nu gällande namn av Lucien Quélet 1880. Naucoria subglobosa ingår i släktet skrälingar och familjen Strophariaceae.   Inga underarter finns listade i Catalogue of Life.